# Sandman: Az álmok fejedelme
A Sandman: Az álmok fejedelme (eredeti cím: The Sandman) 2022-től vetített amerikai fantasy–horror–dráma-sorozat, amelyet Neil Gaiman, David S. Goyer és Allan Heinberg alkotott. A főbb szerepekben Tom Sturridge, Boyd Holbrook, Vivienne Acheampong és Patton Oswalt látható.
Amerikában és Magyarországon 2022. augusztus 5-én mutatta be a Netflix.
2022. november 2-án berendelték a második évadot.

## Ismertető
Morpheus, az álmok megszemélyesítője és a hét Végtelen egyike 1916-ban egy okkult rituálé során fogságba esik. Miután 106 évig fogva tartják, Álom megszökik, és elindul, hogy helyreállítsa a rendet birodalmában, az Álomvilágban.

## Szereplők

### Főszereplők
| Szereplők             | Színész               | Magyar hang       | Leírás                                                                                              |
| --------------------- | --------------------- | ----------------- | --------------------------------------------------------------------------------------------------- |
| Morpheus / Álom       | Tom Sturridge         | Orosz Ákos        | Az álmok és rémálmok megszemélyesítője és az Álomvilág uralkodója.                                  |
| Korinthoszi           | Boyd Holbrook         | Szatory Dávid     | Rémálom, aki elmenekült az Álomvilágból.                                                            |
| Lucienne              | Vivienne Acheampong   | Járó Zsuzsa       | Álomvilág könyvtárosa és Álom távollétében annak gondnoka.                                          |
| Mátyás                | Patton Oswalt (hang)  | Vida Péter        | Álom küldöttje, aki ember volt, amíg meg nem halt álmában, és Lucienne hollójaként reinkarnálódott. |
| John Dee              | David Thewlis         | Schnell Ádám      | Cripps és Burgess fia, akinek törekvése az "igazság" megtalálása veszélyezteti a világot.           |
| Johanna Constantine   | Jenna Coleman         | Nemes Takách Kata | Okkult nyomozó.                                                                                     |
| Lucifer Hajnalcsillag | Gwendoline Christie   | Kiss Eszter       | A pokol uralkodója.                                                                                 |
| Halál                 | Kirby Howell-Baptiste | Szilágyi Csenge   | A halál megszemélyesítője és az Álom kedvesebb, bölcsebb nővére.                                    |
| Hob Gadling           | Ferdinand Kingsley    | Mészáros Béla     | Álom barátja, aki több száz éve él.                                                                 |
| Unity Kinkaid         | Sandra James-Young    | Szirtes Ági       | Rose jótevője és dédnagymamája, aki nemrég ébredt fel évszázados álmából.                           |
| Rose Walker           | Kyo Ra                | Horgas Ráhel      | Fiatal nő, aki elveszett bátyját keresi, és a korinthosziak prédájává válik.                        |
| Lyta Hall             | Razane Jammal         | Bartsch Kata      | Rose barátja és egy férjét gyászoló özvegyasszony.                                                  |
| Kalliopé              | Melissanthi Mahut     | Szabó Emília      | Homérosz múzsája és Álom volt felesége.                                                             |
| Richard "Ric" Madoc   | Arthur Darvill        | Simon Kornél      | Küzdő szerző, aki akarata ellenére bebörtönzi Kalliopét.                                            |

### Mellékszereplők
| Szereplők                 | Színész                | Magyar hang          | Leírás |
| ------------------------- | ---------------------- | -------------------- | --- |
| Ethel Dee / Madame Daudet | Joely Richardson       | Spilák Klára         | Burgess szeretője és John Dee anyja.                                                                            |
| Ethel Dee / Madame Daudet | Niamh Walsh (fiatalon) | Andrusko Marcella    | Burgess szeretője és John Dee anyja.                                                                            |
| A banya                   | Souad Farres           | Andai Kati           | |
| Az anya                   | Nina Wadia             | Agócs Judit          | |
| A szűz                    | Dinita Gohil           | Ács Petra            | |
| Ábel                      | Asim Chaudhry          | Vajda Milán          | Álomvilág lakója.                                                                                               |
| Káin                      | Sanjeev Bhaskar        | Epres Attila         | Álomvilág lakója és Ábel testvére.                                                                              |
| Vágy                      | Mason Alexander Park   | Nikas Dániel         | A vágy megszemélyesítője és Morpheus testvére.                                                                  |
| Mazikeen                  | Cassie Clare           | Grisnik Petra        | Egy Lilin, Lucifer Hajnalcsillag hűséges szövetségese.                                                          |
| Hal Carter                | John Cameron Mitchell  | Rajkai Zoltán        | Rose barátja és a panzió házigazdája.                                                                           |
| Gilbert                   | Stephen Fry            | Hegedűs D. Géza      | Álom, aki egy titokzatos úriember alakjában jelenik meg, és Rose testőre lesz.                                  |
| Tökfej Merv               | Mark Hamill (hang)     | Faragó András        | Láncdohányos gondnok, akinek töklámpás a feje.                                                                  |
| Kétségbeesés              | Donna Preston          | Hay Anna             | A kétségbeesés megszemélyesítője, Morpheus nővére és Vágy ikertestvére.                                         |
| Hector Hall               | Lloyd Everitt          | Bányai Kelemen Barna | Lyta elhunyt férje, akinek szelleme elrejtőzik a Halál elől az Álomvilágban.                                    |
| Jed Walker                | Eddie Karanja          | Peregovits Dániel    | Rose öccse és Gault gyámja, aki az Álomvilágon keresztül megvédi őt a bántalmazó nevelőszüleitől.               |
| Miranda Walker            | Andi Osho              | Kerekes Viktória     | Unity unokája, valamint Jed és Rose édesanyja.                                                                  |
| Márga                     | Ann Ogbomo             | Fekete Linda         | Gault igazi alakja, aki arra törekszik, hogy Álommá váljon, miközben megvédi a gyerekeket a bántalmazástól.     |
| Zelda                     | Cara Horgan            | Bartos Ági           | Hal panziójának vendégei.                                                                                       |
| Chantal                   | Daisy Badger           | Pálfi Kata           | Hal panziójának vendégei.                                                                                       |
| Barbie                    | Lily Travers           | Fodor Annamária      | Hal panziójának vendégei.                                                                                       |
| Ken                       | Richard Fleeshman      | Fehér Tibor          | Hal panziójának vendégei.                                                                                       |
| Barnaby                   | Sam Hazeldine          | Ifj. Fillár István   | Jed nevelőszülei. Barnaby fizikailag bántalmazza Jedet, és Clarice-t rettegésben tartja, hogy engedelmeskedjen. |
| Clarice                   | Lisa O'Hare            | Frick Nóra           | Jed nevelőszülei. Barnaby fizikailag bántalmazza Jedet, és Clarice-t rettegésben tartja, hogy engedelmeskedjen. |
| Nimród                    | Kerry Shale            | Kassai Károly        | Sorozatgyilkosok triója.                                                                                        |
| Vidám Park                | Danny Kirrane          | Konfár Erik          | Sorozatgyilkosok triója.                                                                                        |
| A Jó Doktor               | Jill Winternitz        | Pájer Alma Virág     | Sorozatgyilkosok triója.                                                                                        |
| Tízcsont Martin           | Lenny Henry(hang)      | Rosta Sándor         | Varázslatos, kutyaszerű lény, aki Barbie álmaiban jelenik meg.                                                  |

### Magyar változat
- Magyar szöveg: Imri László
- Hangmérnök: Tóth Péter Ákos
- Felvevő hangmérnök: Mihályfi Kristóf
- Vágó: Simkóné Varga Erzsébet
- Gyártásvezető: Gelencsér Adrienne
- Szinkronrendező: Bercsényi Péter
- Produkciós vezető: Madar Zoltán

A szinkront az Mafilm Audio Kft. készítette.

## Epizódok
| Sor. | Év. | Cím                                                               | Rendező                        | Író                                           | Premier             |
| --- | --- | ----------------------------------------------------------------- | ------------------------------ | --------------------------------------------- | ------------------- |
| 1. | 1.  | Az igazak álma (Sleep of the Just)                                | Mike Barker                    | Neil Gaiman, David S. Goyer és Allan Heinberg | 2022. augusztus 5.  |
| Miközben megpróbálja elfogni a Korinthosz nevű rémálmot, Morpheus, más néven Álom, egy okkult rituálé során fogságba esik a brit arisztokrata, Roderick Burgess által, aki a Halál elfogására tett kísérletet abban a reményben, hogy természetfeletti erőkhöz jusson saját hatalma és gazdagsága növelésének eszközeként, emellett pedig hibás kísérletet tesz arra, hogy feltámassza legidősebb fiát, Randallt. Roderick ellopja Morpheus hatalmi totemeit: a sisakját, egy homokzsákot és egy rubint, amelyeket végül Roderick neheztelő szeretője, Ethel Cripps vesz el, aki terhes Roderick gyermekével. Morpheus bebörtönzése az "álomkór" járványát okozza, amely 106 évig tart. 2021-ben Roderick kisebbik fia, Alex már idős ember, aki továbbra is fogva tartja Morpheust, és akit társa, Paul ápol. Miután Paul "véletlenül" kitörli a Morpheust megkötözve tartó rúnák egy részét, Morpheus belenyúl az egyik őr álmába, hogy elpusztítsa a ketrecét, így ő megszökhet, Alexet pedig örök álomra ítéli. |     |                                                                   |                                |                                               |                     |
| 2. | 2.  | Botcsinálta házigazdák (Imperfect Hosts)                          | Jamie Childs                   | Allan Heinberg                                | 2022. augusztus 5.  |
| Morpheus visszatér az Álomvilágba, az ő birodalmába és az álmok forrásához. Ott a palotáját romokban találja a hosszú távolléte miatt. Morpheus meglátogatja Káint és Ábelt, egy diszfunkcionális testvérpárt, hogy visszaszerezze házi kedvencüket, Gregory vízköpőt, ami eléggé visszaadja az erejét ahhoz, hogy megidézze a Sorsokat. Morpheus sikeresen megidézi a Sorsokat, akik tájékoztatják őt felszerelésének hollétéről; a homokzsák Johanna Constantine ördögűző birtokában van, a sisakja egy démon kezében van a pokolban, a rubint pedig Ethel fia, John Dee használta. Morpheus elindul, hogy visszaszerezze eszközeit. Visszatérve az Álomvilágba, Morpheus egy vízköpőbébit küld Káinnak és Ábelnek, akit Goldie-nak neveznek el, hogy helyettesítse korábbi társukat. |     |                                                                   |                                |                                               |                     |
| 3. | 3.  | Álmaidban gondolj rám (Dream a Little Dream of Me)                | Jamie Childs                   | Jim Campolongo                                | 2022. augusztus 5.  |
| Morpheus felkutatja Constantine-t, hogy visszaszerezze az erszényét. Új tanácsadójával, Mátyással, a Hollóval együtt meglátogatják Constantine volt barátnőjét, Rachelt, aki az erszényben lévő álomhomok rabja lett, és csak ez tartja őt életben. Constantine meggyőzi Morpheust, hogy helyezze Rachelt nyugalomba. A korinthosziak figyelmeztették, hogy Morpheus szabad és az ellopott holmiját keresi, ezért Ethel Cripps, aki már több mint száz éves, de egy védőamulett segítségével sokkal fiatalabbnak tűnik, a Buffalo egyik intézetébe utazik, hogy meglátogassa fiát, Johnt, akinek sötét megszállottja Morpheus rubinja. Azt mondja Johnnak, hogy ha elveszi az amulettet, akkor többé nem lesz szüksége a rubinra. Átnyújtja neki, de a nő azonnal megöregszik és meghal. John az amulett erejét felhasználva megszökik az intézetből. |     |                                                                   |                                |                                               |                     |
| 4. | 4.  | Remény a pokolban (A Hope in Hell)                                | Jamie Childs                   | Austin Guzman                                 | 2022. augusztus 5.  |
| Hogy visszaszerezze sisakját, Morpheus leereszkedik a pokolba, ahol találkozik Lucifer Hajnalcsillaggal, a birodalom uralkodójával. Megtalálja a démont a sisakkal, de hogy visszaszerezze azt, a démon kihívja Morpheust egy eszmei játékra. Morpheus úgy dönt, hogy saját magát képviseli a kihívásban, de a démon Lucifert választja bajnoknak. Morpheus végül megnyeri a kihívást a remény megidézésével, amit Lucifer legyőzhetetlennek ismer fel, és így képes visszaszerezni a sisakot. Mielőtt távozik, Lucifer megígéri, hogy egy napon megöli Morpheust. Johnnak egy jó szamaritánus felajánlja segítségét, és visszaszerzi a rubint, de csak azután, hogy Morpheus felfedezi a rubin hollétét, és azt, hogy John úgy változtatta meg a tárgyat, hogy az a saját kívánságaira hangolódjon, és senki máséra. John átadja a védelmi amulettet rémült megmentőjének, mivel úgy dönt, hogy neki már nincs rá szüksége. |     |                                                                   |                                |                                               |                     |
| 5. | 5.  | 24/7 (24/7)                                                       | Jamie Childs                   | Ameni Rozsa                                   | 2022. augusztus 5.  |
| John, akinél már a rubin van, egy helyi vendéglőben keres menedéket. Ott a rubin erejét arra használja, hogy megakadályozza a vendégeket és a személyzetet (és a televízión keresztül mutatott világot) abban, hogy hazudjanak, és végül arra készteti őket, hogy egymást megöljék vagy öngyilkosságot kövessenek el. Morpheus megérkezik, és elszállítja Johnt az álmok birodalmába, ahol John megjelenik, hogy a rubin erejét felhasználva legyőzze Morpheust. A rubint a kezében összezúzva John ujjong a győzelmén, mielőtt Morpheus felfedi magát, és elmondja neki, hogy a rubin elpusztításával annak ereje visszakerült igazi gazdájához, Morpheushoz. Megsajnálva Johnt, Morpheus visszaviszi őt az intézetbe, látszólag tartós alvás állapotában. Máshol Morpheus testvére, Vágy összeesküvést sző Morpheus ellen. |     |                                                                   |                                |                                               |                     |
| 6. | 6.  | Szárnyainak suhogása (The Sound of Her Wings)                     | Mairzee Almas                  | Lauren Bello                                  | 2022. augusztus 5.  |
| Morpheust, aki szerszámai megszerzése után már céltalan, meglátogatja nővére, Halál, és elkíséri őt, amint az elhunytakat a túlvilágra kíséri. A Halál megpróbálja megmutatni Morpheusnak, hogy az Álomvilág uralkodójaként milyen célt és beteljesülést találhat feladataiban. Középkorban Morpheus és Halál meglátogatnak egy kocsmát, ahol találkoznak Hob Gadlinggal, egy közemberrel, aki hangosan kívánja, hogy soha ne haljon meg. A Halál beleegyezik, hogy addig kíméli Gadlingot, amíg csak akarja. Hob és Morpheus továbbra is évszázadonként egyszer találkoznak egymással. Hob azt állítja, hogy bárhogyan is alakul az élete, ő még mindig nem kívánja a halált. Hob feltételezi, hogy Morpheus azért találkozik vele továbbra is, mert magányos és barátságtalan, ami nagyon sérti Morpheust. Mivel Morpheus Burgess fogságába esett, nem tud részt venni a Hobbal való rendszeres találkozáson. Amikor a szokásos helyüket eladják, Hob egy új kocsmát választ egy háztömbnyire, abban a reményben, hogy Morpheus megtalálja őt. A jelenben újra találkoznak; Morpheus végre barátként ismeri el Hobot. Máshol Vágy folytatja terveit. |     |                                                                   |                                |                                               |                     |
| 7. | 7.  | A babaház (The Doll's House)                                      | Andrés Baiz                    | Heather Bellson                               | 2022. augusztus 5.  |
| 2015-ben Rose Walker és bátyja, Jed külön élnek, amikor szüleik elválnak. 2021-ben, mindkét szülő halálát követően Jed nevelőszülőkhöz kerül, annak ellenére, hogy Rose megpróbálja felkutatni őt és igényt tart a törvényes gyámságra. Rose tudtán kívül Vortex, egy olyan lény, aki természetes módon vonzza és manipulálja az álmokat, és Vágy és ikertestvére, Kétségbeesés összeesküvést sző, hogy Rose-t Morpheus ellen használja fel. Rose természetének tudatában Morpheus azt tervezi, hogy felhasználja őt az Álomvilág három, még mindig szabadlábon lévő, eltévedt lakójának felkutatására. Rose és barátja, Lyta Hall Angliába utazik, hogy találkozzon Unity Kinkaiddel, az alvásbetegség gazdag, gyógyult áldozatával. Unity elárulja, hogy ő Rose biológiai dédanyja. Unity felajánlja, hogy finanszírozza Jed keresését, Rose és Lyta pedig Floridába utazik. Mivel sem az Álomvilágban, sem az ébrenléti világban nem találják Jedet, Lucienne és Morpheus arra következtetnek, hogy a gaz álom-Márga elszakította Jed tudatát az Álomvilágtól. Rose megkeresi Lucienne-t és Morpheust az Álomvilágban, hogy segítsenek megtalálni Jedet. Eközben a Rose-ra vadászó Korinthoszi meghívást kap egy sorozatgyilkos-kongresszus díszvendégeként. |     |                                                                   |                                |                                               |                     |
| 8. | 8.  | A játszóház (Playing House)                                       | Andrés Baiz                    | Alexander Newman-Wise                         | 2022. augusztus 5.  |
| Lucienne tiltakozása ellenére Morpheus beleegyezik, hogy segítsen Rose-nak megtalálni Jedet. Napközben Rose és a panzió többi vendége táblákat helyez el a Kennedy-fok körül, ami felkeltette a Korinthosziak figyelmét. Aznap éjjel Morpheus és Rose a vendégek álmain keresztül utazik, és végül Jed álmaiba jutnak, amelyeket Gault manipulált, hogy érzelmi menekülést biztosítson a bántalmazó nevelőapja elől. Morpheus megdorgálja és megbünteti Márgát, amiért túllépte a kötelességét, bár Márga azt állítja, hogy azért nem engedelmeskedett, mert úgy gondolta, hogy ez Jed érdekét szolgálja. Eközben Lyta látszólag újraegyesül elhunyt férjével, Hectorral az Álomvilágban. Hector megpróbálja meggyőzni Lytát, hogy maradjon az Álomvilágban, és szüljön gyermeket tőle, és amikor Lyta felébred, láthatóan terhes. A korinthoszi felkutatja Jedet, és meggyilkolja a nevelőszüleit, majd elrabolja Jedet, hogy Rose-t a sorozatgyilkosok találkozójára csalja. |     |                                                                   |                                |                                               |                     |
| 9. | 9.  | A gyűjtők (Collectors)                                            | Coralie Fargeat                | Vanessa James Benton                          | 2022. augusztus 5.  |
| Lucienne és Matthew arra következtetnek, hogy Lyta terhessége Rose növekvő hatalmának az eredménye, ami azzal fenyeget, hogy áttöri az Álomvilág és az ébrenléti világ közötti határokat. A korinthoszi felhívja Rose-t Jeddel, és megosztja velük, hol vannak a "gabonapehely-találkozón". Rose a szállodába utazik, hogy találkozzon velük, Gilbert kíséretében, aki Hal panziójának egyik vendége és egy magát "úriembernek" nevező társ. Lyta álmában továbbra is találkozik Hectorral, és megállapítja, hogy terhessége rohamos ütemben halad előre. Morpheus észreveszi az Álomvilág növekvő károsodását, amit Lucienne Rose-nak tulajdonít, bár Morpheus nem biztos az elméletében. Morpheus megtalálja Lytát és Hectort az Álomvilágban, és rájön, hogy az Örvény lehetővé tette Hector szellemének, hogy az Álomvilágban lakjon, ahelyett, hogy a túlvilágra távozott volna. Morpheus száműzi Hectort az Álomvilágból, és közli Lytával, hogy a meg nem született gyermeke egy nap az övé lesz, mert az Álomvilágban fogant. Rose és Gilbert megérkezik a szállodába, és Jedet keresik. Keresés közben a korinthoszi és Gilbert felismerik egymást, ami miatt Gilbert az Álomvilágba menekül, ahol kiderül, hogy ő a megszemélyesített Fiddler’s Green, az egyik másik gaz Álomvilág-lakó. Gilbert továbbítja Morpheusnak a korinthoszi és Rose tartózkodási helyét. |     |                                                                   |                                |                                               |                     |
| 10. | 10. | Elveszett szívek (Lost Hearts)                                    | Louise Hooper                  | Jay Franklin                                  | 2022. augusztus 5.  |
| Morpheus megzavarja a Korinthoszi fő beszédét a sorozatgyilkosok kongresszusán, de a Korinthoszi megmutatja Morpheusnak, hogy Rose ereje lehetővé teszi számára, hogy megvédje magát a teremtője ellen. Morpheus tájékoztatja Rose-t arról, hogy milyen nagy veszélyt jelent az ébrenléti világra, aminek hatására Rose ideiglenesen visszaállítja az Álomvilágot, és lehetővé teszi Morpheus számára, hogy megszabaduljon a Korinthoszi teremtményétől. Morpheus megbünteti a kongresszus résztvevőit, tisztázva bűneiket, lehetővé téve Rose és Jed számára, hogy sértetlenül távozhassanak. Aznap éjjel Rose szembekerül Morpheusszal az Álomvilágban. Rose kész feláldozni magát, hogy megmentse a barátait és a testvérét, de az Unity csatlakozik hozzájuk az Álomvilágban, és meggyőzi Rose-t, hogy helyezze át magába a Vortexet, így Morpheus véget vethet az életének. Morpheus rájön, hogy Vágy megtermékenyítette Unity-t, hogy átadja a Vortexet a leszármazottjának, hogy Morpheus kiöntse a családi vért. Morpheus szembeszáll Vággyal, óva intve őket a további cselszövésektől. Morpheus jó álomként újrateremti Márgát, és igyekszik az Álomvilág jóindulatúbb uralkodójaként viselkedni. Az ébrenléti világban Lyta fiút szül, és Rose-zal, Jeddel és Hal-lal visszaköltözik New Jerseybe. Miután a Pokol Hercegei szemrehányást tesznek neki, Lucifer bosszút forral Morpheuson. |     |                                                                   |                                |                                               |                     |
| 11. | 11. | Ezer macska álma / Kalliopé (Dream of a Thousand Cats / Calliope) | Hisko Hulsing és Louise Hooper | Catherine Smyth-McMullen                      | 2022. augusztus 19. |
| Egy késő este egy sziámi macska összejövetelt tart a többi macskának, hogy elmesélje a Morpheusszal való találkozásáról szóló történetét. Réges-régen találkozott egy kandúrral, akitől egy alom vegyes fajtájú kiscicát szült. Ez nem tetszett a gazdáinak, akik elvették a kiscicákat, és egy folyóba dobták őket, ami traumát okozott a sziámi macskának. Kétségbeesésében a macska arról álmodott, hogy találkozik Morpheusszal, egy fekete macska alakjában, és könyörgött neki a megoldásért. Morpheus bemutatott neki egy párhuzamos univerzumot, amelyben a macskák voltak az uralkodó faj az emberek felett, amíg az emberek álmodással visszavágtak, újrateremtették a valóságot, és gazdáikat olyan macskákká változtatták, amilyennek az emberiség ma látja őket. Története befejeztével a sziámi macska arra buzdítja a többi macskát, hogy ugyanezt a megvilágosodást hajtsák végre, hogy visszaszerezhessék a föld urai státuszukat.A nehéz helyzetben lévő író, Richard Madoc meglátogatja Erasmus Fry-t, egy idős egykori írót, aki egy Kalliopé nevű görög múzsát tartott fogva a házában. Fry átruházza Kalliopé tulajdonjogát Madocra, aki rájön, hogy a nő megerőszakolásával ihletet kap. Ezt ígéretei ellenére többször is megteszi, mígnem nyilvánvalóvá válik, hogy soha nem szándékozik elengedni a lányt. Kalliopé kétségbeesett könyörgést küld Morpheusnak, egykori férjének, akit fiuk, Orpheusz tragikus halála óta nem látott. Amikor megkapja a könyörgést, és megtudja, mi történt vele, Morpheus feldühödik, és szembeszáll Madoc-kal. Amikor az nem hajlandó elengedni Kalliopét, Morpheus fékezhetetlen eszmefuttatással bünteti Madocot. Madoc hamarosan mégis kiszabadítja Kalliopét, aki arra kéri Morpheust, hogy vegye le az átkot Madoc-ról. Morpheus ezt megteszi, és Madoc azon kapja magát, hogy képtelen emlékezni Kalliopéra, Morpheusra vagy bármelyik ötletére. Kalliopé megfogadja, hogy ami vele történt, az nem történhet meg a húgával, Múzsával. Morpheusszal gyengéd búcsút vesznek egymástól, miközben a nő kifejezi reményét, hogy valamikor a jövőben meglátogathatja őt a birodalmában, és megfelelően gyászolhatják majd a fiukat. |     |                                                                   |                                |                                               |                     |

## A sorozat készítése
A Neil Gaiman által írt és a DC Comics által 1989 és 1996 között kiadott amerikai képregény, a The Sandman adaptálására tett kísérletek az 1990-es évek óta a fejlesztési pokolban sínylődtek. Az Inquisitr azt írta, hogy "a Sandman képregény jellege sokak számára nagyon egyedi és életet megváltoztató élményt jelentett, és ez tette nagyon nehézzé és kihívássá a kis- és nagyvászonra való átültetését.
Gaimant a Warner Bros. vezetője, Lisa Henson 1991-ben kérdezte meg először a filmadaptációról, egy olyan ajánlatot, amelyet Gaiman félve fogadott, és később visszautasított. 1996-ban kezdődött a filmadaptáció fejlesztése, Roger Avary rendezte, Ted Elliott és Terry Rossio pedig a forgatókönyvet írta. Elliot és Rossio forgatókönyve az első két Sandman-történetet egyetlen történetté olvasztotta össze, miközben az élőszereplős és animációs elemeket is vegyítette. Gaimannek tetszett a forgatókönyv, de Avary-t kirúgták, mivel a stúdió illetékesei nem örültek a pályázatának, miközben kreatív problémái voltak Jon Peters vezető producerrel is. Ezt követően Peters folytatta a film saját verziójának kidolgozását. William Farmer 1998-ra írt egy forgatókönyvet hozzá, ami Gaimannek nem tetszett, és "nem csak a legrosszabb Sandman forgatókönyvnek nevezte, amit valaha láttam, hanem elég könnyen a legrosszabb forgatókönyvnek, amit valaha olvastam". Szabotálni akarta az adaptációt, és kiszivárogtatta a forgatókönyvet az Ain't It Cool Newsnak, aminek következtében az adaptáció nem folytatódott. Miután elolvasta Farmer forgatókönyvét, Gaiman kételkedett abban, hogy a Sandmanből film lesz. A 2007-es San Diego-i Comic-Conon megjegyezte, hogy "inkább ne készüljön Sandman-film, mint egy rossz Sandman-film", de hozzátette, hogy "[úgy érzi], hogy hamarosan eljön az ideje a Sandman-filmnek.
David S. Goyer már 2013-ban felvetette a Sandman-adaptációt a Warner Bros. számára, és 2014 februárjában jelentették be, hogy a főszereplője Joseph Gordon-Levitt lesz. A filmet a New Line Cinema gyártotta volna. 2016 márciusában Eric Heisserert vették fel a film forgatókönyvének átírására; közvetlenül ezután Gordon-Levitt távozott a New Line Cinemával a film kreatív irányvonalával kapcsolatos nézeteltérések miatt. A következő novemberben Heisserer leadta a tervezetét, de távozott, mondván, hogy a projektnek film helyett HBO-sorozatnak kellene lennie.
A film elhúzódó fejlesztési időszaka miatt a DC Entertainment 2010-ben a televíziós adaptáció fejlesztésére helyezte át a hangsúlyt. James Mangold filmrendező egy sorozat koncepciót dobott fel az HBO-nak, miközben Gaimannal nem hivatalos alapon konzultált, de ez nem valósult meg a "WB-nél zajló politikai területi háború miatt".  2010 szeptemberére a Warner Bros. Television licenszelte a jogokat egy tévésorozat elkészítésére, és hogy az Odaát alkotója, Eric Kripke volt a legesélyesebb jelöltjük az adaptálására. Gaiman később elárulta, hogy nem értett egyet Kripke elképzelésével, és elutasította a pályázatát. Kripke később azt mondta, hogy a projekt nem valósul meg.
2019 júniusában a Netflix szerződést kötött a Warner Bros.-szal a sorozat gyártásáról, és tizenegy epizódra adott megrendelést, amelyek közül az első tíz eredetileg együtt jelent meg, a tizenegyedik pedig bónusz epizódként. A The Hollywood Reporter szerint a Warner Bros. több csatornának is felajánlotta a sorozatot - köztük az HBO-nak is, amely a hatalmas költségvetés miatt elutasította a folytatást. A Netflix "lecsapott rá" a nagy szellemi tulajdonok megszerzésére és az előfizetők vonzására tett kísérletek részeként.

### Forgatás
A sorozat forgatása eredetileg 2020 május vége felé kezdődött volna, de a koronavírus-járvány miatt elhalasztották.  2020 szeptemberében Gaiman a Twitterén elárulta, hogy a forgatás várhatóan októberben kezdődik, "ha a lezárás lehetővé teszi". 2020. október 15-én kezdődött a forgatás. 2020. decemberében a Covid19-pandémia miatt az első évad forgatása az Egyesült Királyságra korlátozódott. 2021. augusztusában Gaiman elárulta, hogy az első évad forgatása befejeződött.
A második évad forgatása 2023. június 23-án kezdődött a Shepperton Studiosban, majd júliusban felfüggesztették a 2023-as SAG-AFTRA sztrájk miatt. 2023. november 30-án Gaiman megerősítette, hogy a forgatás újraindult.